# Anne Swärd
Anne Lotta Swärd, född 16 februari 1969 i Troedsberga nära Perstorp i Skåne, är en svensk författare och kulturskribent. I mars 2019 invaldes hon som ledamot i Svenska Akademien.

## Biografi
Anne Swärd publicerade sig tidigt med poesi, kortprosa och noveller i antologier och litteraturtidskrifter som Södra Magasinet och Katten. Hon debuterade 1984 som 15-åring med ungdomsboken Villa humlesurr och har skrivit ytterligare några barnböcker samt illustrerat egna och andras böcker. Efter studier i socialantropologi och konst gav hon 2003 ut sin första roman, Polarsommar, för vilken hon blev Augustnominerad med motiveringen: "En mäktig kör av röster skildrar en familj i kris. De enskilda rösterna fogar bit efter bit till en stark berättelse om hur upprepade svek och konfrontationer urholkar de starkaste mänskliga relationer. Överraskande perspektivskiften och ett språk som präglas av detaljskarpa betydelsenyanser ger berättelsen psykologiskt djup." Polarsommar har erhållit flera utmärkelser och har översatts till flera språk. 
2006 följdes debuten av Kvicksand, en samhällskritisk roman med handlingen förlagd till köpenhamnsk  miljö. Den nominerades till tidningen Vi:s litteraturpris och belönades med det då nyinstiftade Mare Kandre-priset. Recensenten Erik Löfvendahl skriver "med en återhållen men ändå poetisk prosa gestaltar Anne Swärd en likgiltig åskådares väg till aktivt engagemang. Kvicksand är mystisk, skrämmande och underhållande".
Våren 2010 utkom hennes tredje roman, Till sista andetaget. 
Hösten 2015 publicerades hennes tre första romaner i en samlingsvolym under namnet Akta dig för kärleken med ett nyskrivet förord.
2016 tilldelades Anne Swärd det första Helga-priset, i Hjalmar Söderbergs anda, av Skönlitterära Författarsällskapet Stockholm Nord.
I september 2017 kom hennes fjärde roman, Vera, om den unga flyktingen Sandrine som anländer till Sverige under andra världskrigets slutskede. Ingrid Bosseldal skrev i Göteborgs-Posten om boken: "Anne Swärd är en gudabenådad berättare och en epiker av stora europeiska mått".
Anne Swärd är översatt till ett tjugotal språk, bland annat engelska, franska, spanska, italienska, ryska och persiska.
Den 28 mars 2019 valdes hon in i Svenska Akademien på stol nr 13 som efterträdare till Sara Stridsberg och tog sitt inträde vid Akademiens högtidssammankomst den 20 december 2019.
Swärd är bosatt i Fyledalen utanför Ystad. Hon har även studerat vid Konstfack och har varit verksam som konstpedagog och illustratör.

### Romaner
- 2003 –  Polarsommar. Stockholm: Wahlström & Widstrand. Libris 9056232. ISBN 91-46-20259-5
- 2006 –  Kvicksand. Stockholm: Wahlström & Widstrand. Libris 10135375. ISBN 9146214402
- 2009 –  Till sista andetaget. Stockholm: Weyler. Libris 11726211. ISBN 978-91-85849-33-8
- 2015 –  Akta dig för kärleken: tre romaner. Stockholm: Modernista. Libris 17072086. ISBN 9789176450628
- 2017 –  Vera: roman. [Stockholm]: Albert Bonniers förlag. Libris 20574206. ISBN 9789100172336
- 2020 –  Jackie: roman. [Stockholm]: Albert Bonniers förlag. Libris cn4kzdgp9dl5qls1. ISBN 9789100181666

### Övriga verk
- 1984 –  Villa Humlesurr. Klippan: Pedagogförl. Libris 8380000. ISBN 91-85768-15-4
- 1985 –  Längtans vingslag. Stockholm: EFS-förl. Libris 7599067. ISBN 91-7080-686-1
- 1990 – Swärd, Anne; Brännström Maria. Konstnärsporträtt. 1, Lena Lervik, Anders Lindgren, Gunwor Nordström, Stig Olson, Lars Pirak, Lennart Rosensohn. Klippan: Pedagogförl. Libris 1163598. ISBN 91-85768-72-3
- 1992 –  Konstnärsporträtt. 2, Anita Grede, Christine Jönsson, Lars Lerin, Thomas Qvarsebo, Jan Wiberg. Klippan: Pedagogförl. 1992. Libris 1163599. ISBN 91-85768-82-0
- 1999 –  Från hjärtat. Klippan: Pedagogförl. Libris 7761880. ISBN 91-87050-16-1
- 2001 –  Livslust. Klippan: Pedagogförl. Libris 7761875. ISBN 91-87050-09-9
- 2001 –  Småttingar: om barn - för vuxna. Klippan: Pedagogförl. Libris 7761888. ISBN 91-87050-31-5
- 2002 –  Yster - flickan som kan allt!. Klippan: Pedagogförl. Libris 8549682. ISBN 91-87050-47-1
- 2003 –  Kvinnligt. Klippan: Pedagogförl. Libris 9064188. ISBN 91-87050-66-8
- 2005 –  Stillsamheter. Klippan: Pedagogförlaget. Libris 10002690. ISBN 91-87050-79-X

## Priser och utmärkelser
- 2006 – Mare Kandre-priset[1]
- 2016 – Helga-priset "för hennes skarpa detaljskildringar, för språket som är rått, kärvt och skönt samt för konstnärskapets psykologiska djup och integritet."[8][9]
- 2017 – Ystads Allehandas kulturpris, "för sin rikt episka romankonst som oavsett tidsperiod tar oss med till världar och frågeställningar som i allra högsta grad angår vår tid".[10]